# Grenade (Haute-Garonne)
Grenade település Franciaországban, Haute-Garonne megyében. Lakosainak száma 9039 fő (2022. január 1.). Grenade Grisolles, Aucamville, Castelnau-d’Estrétefonds, Launac, Merville, Ondes, Saint-Cézert, Saint-Jory és Larra községekkel határos.

## Népesség
A település népességének változása:
| Lakosok száma | 4108 | 4784 | 5026 | 6681 | 8430 | 8685 | 8847 | 8844 | 8846 | 9039 |
|               | 1968 | 1982 | 1990 | 2006 | 2013 | 2015 | 2017 | 2019 | 2020 | 2022 |

## Műemlékek

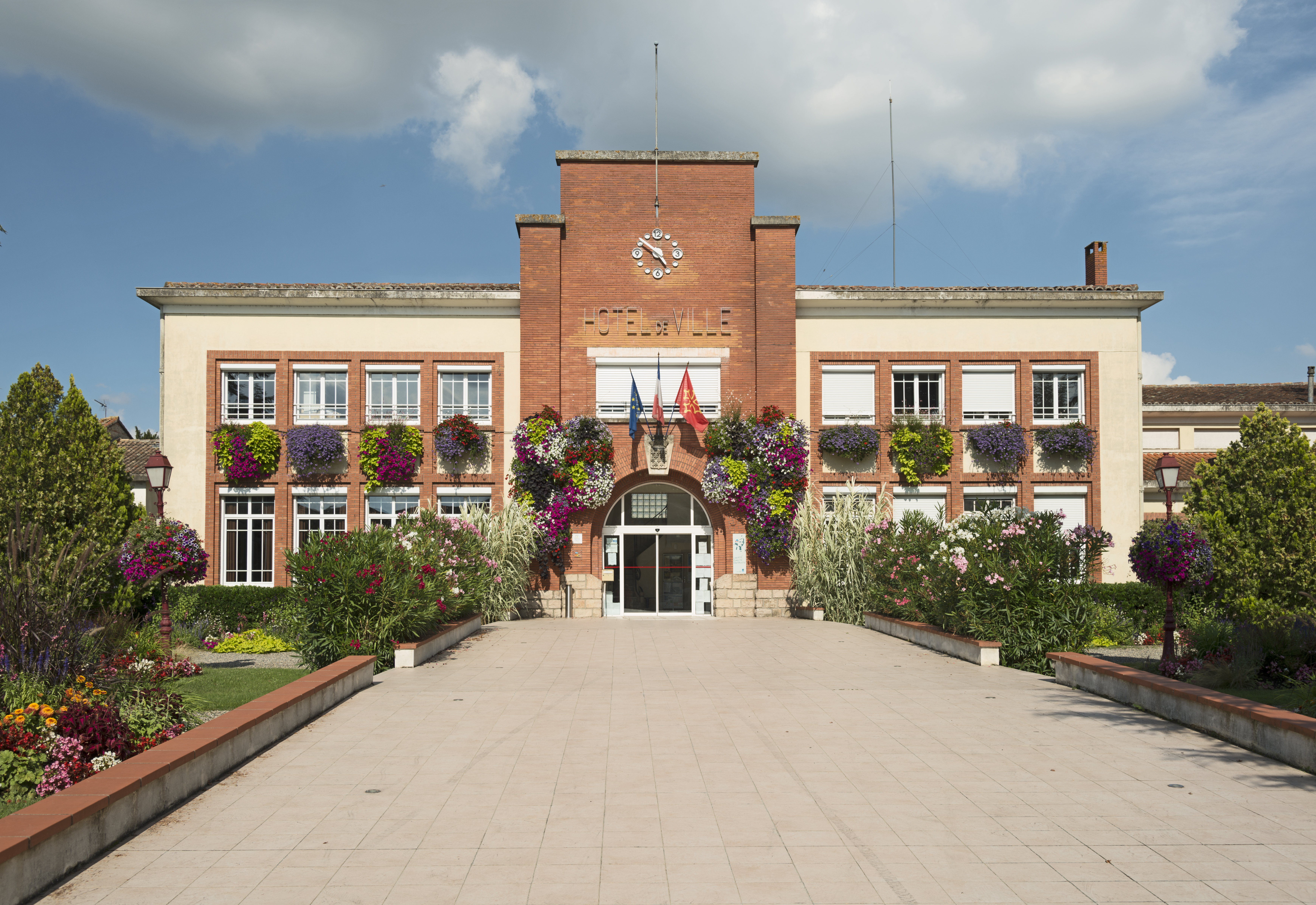
Városháza
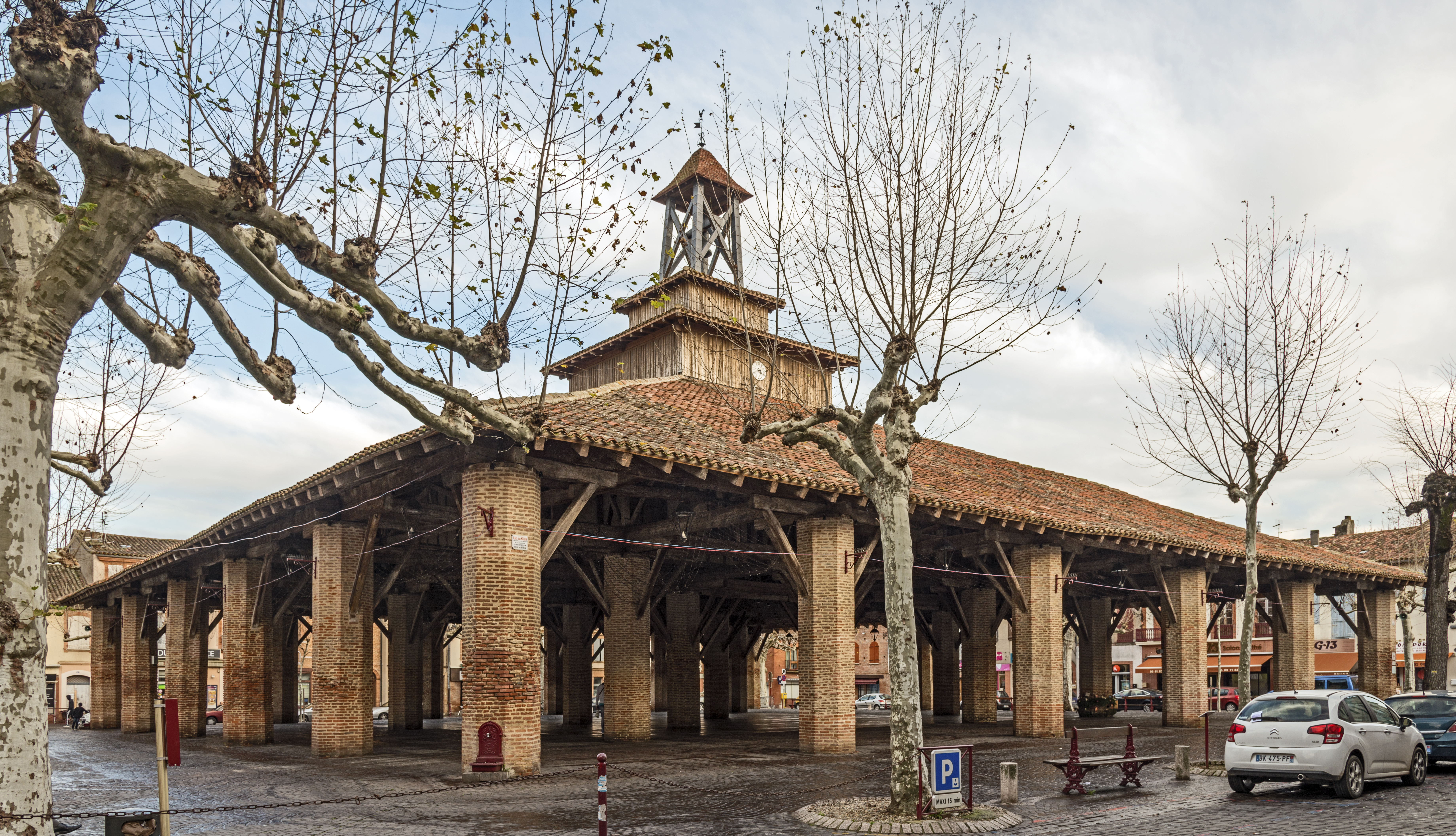
Market terem
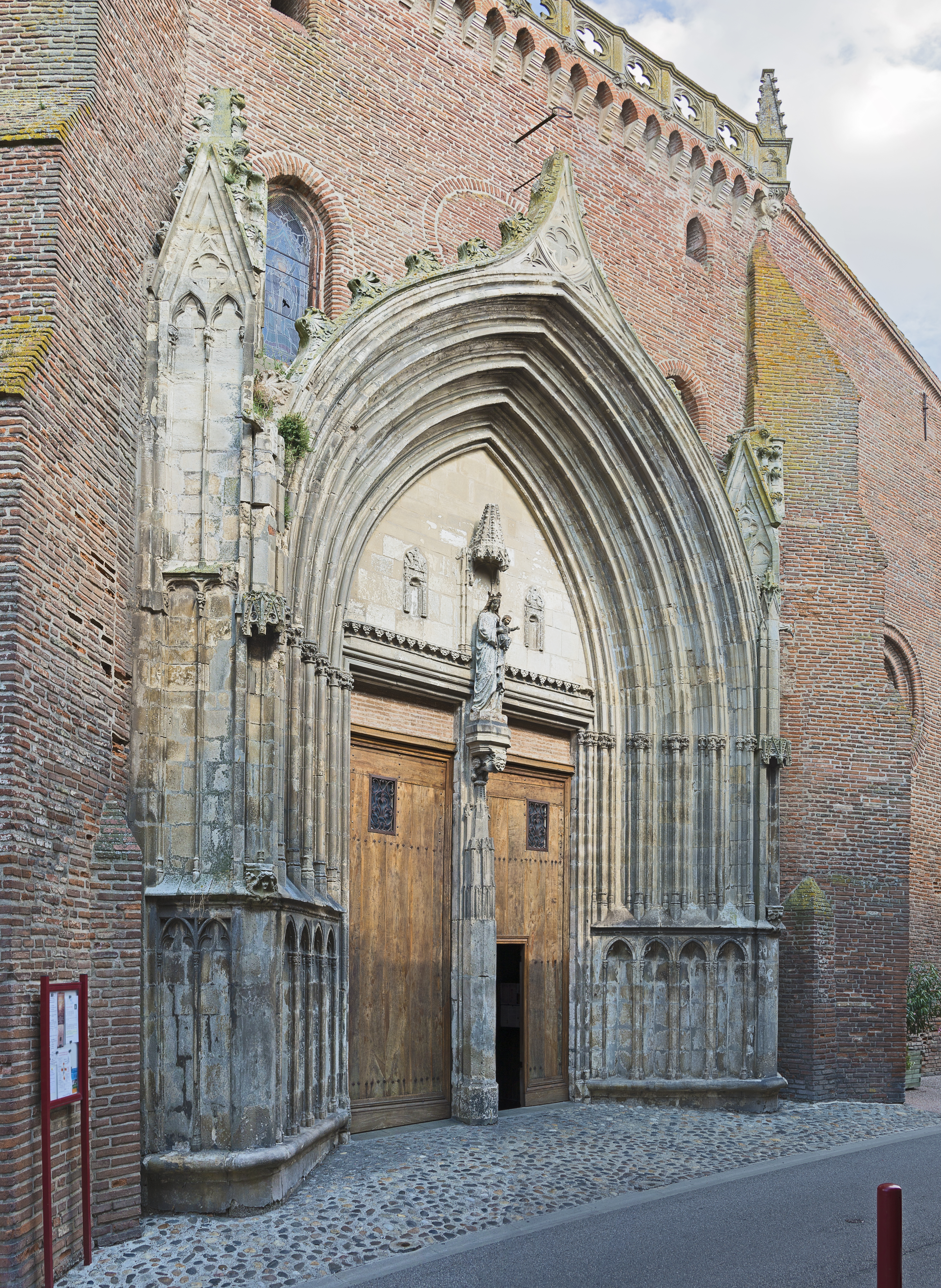
Egyház portál
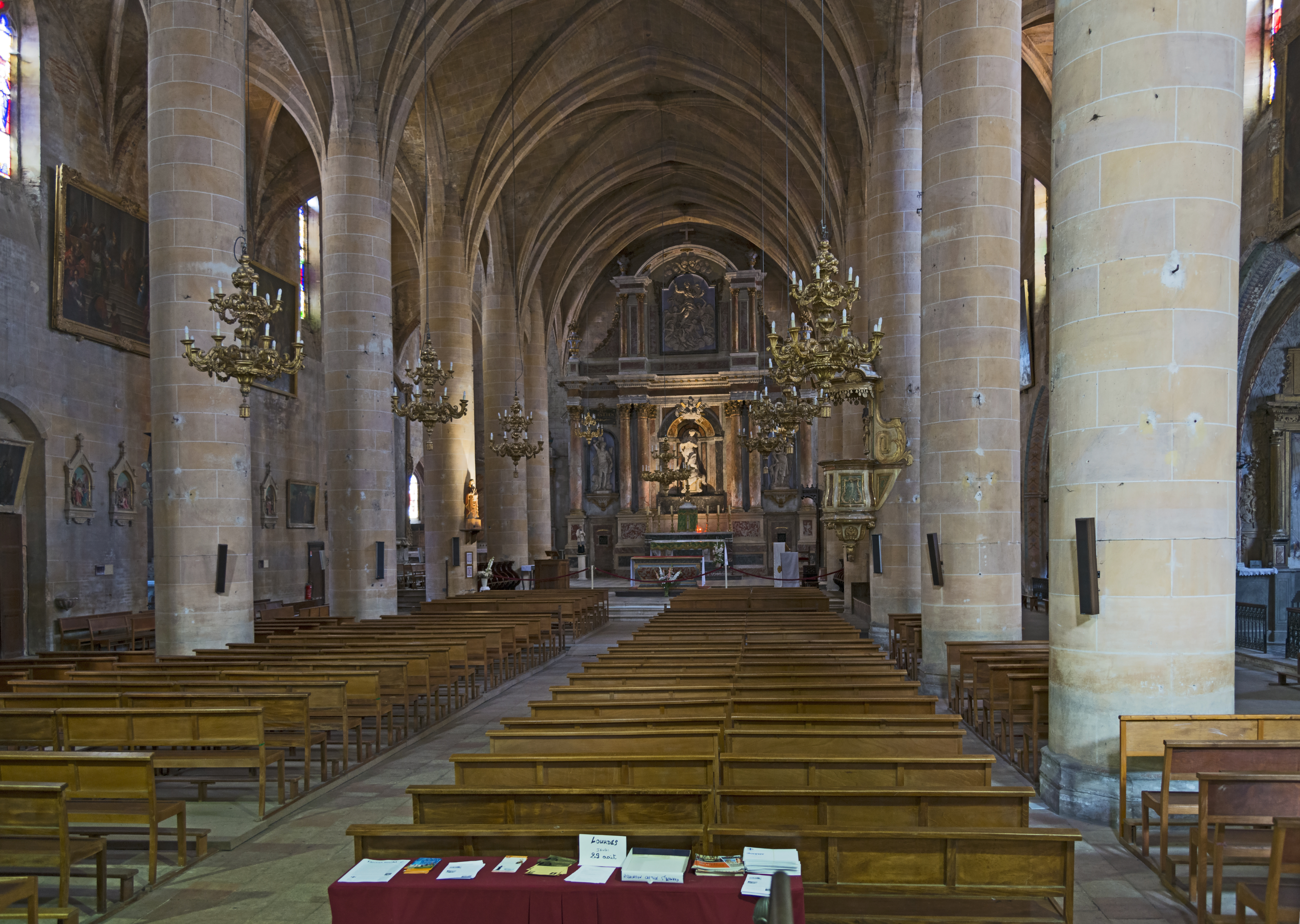
Egyház belső
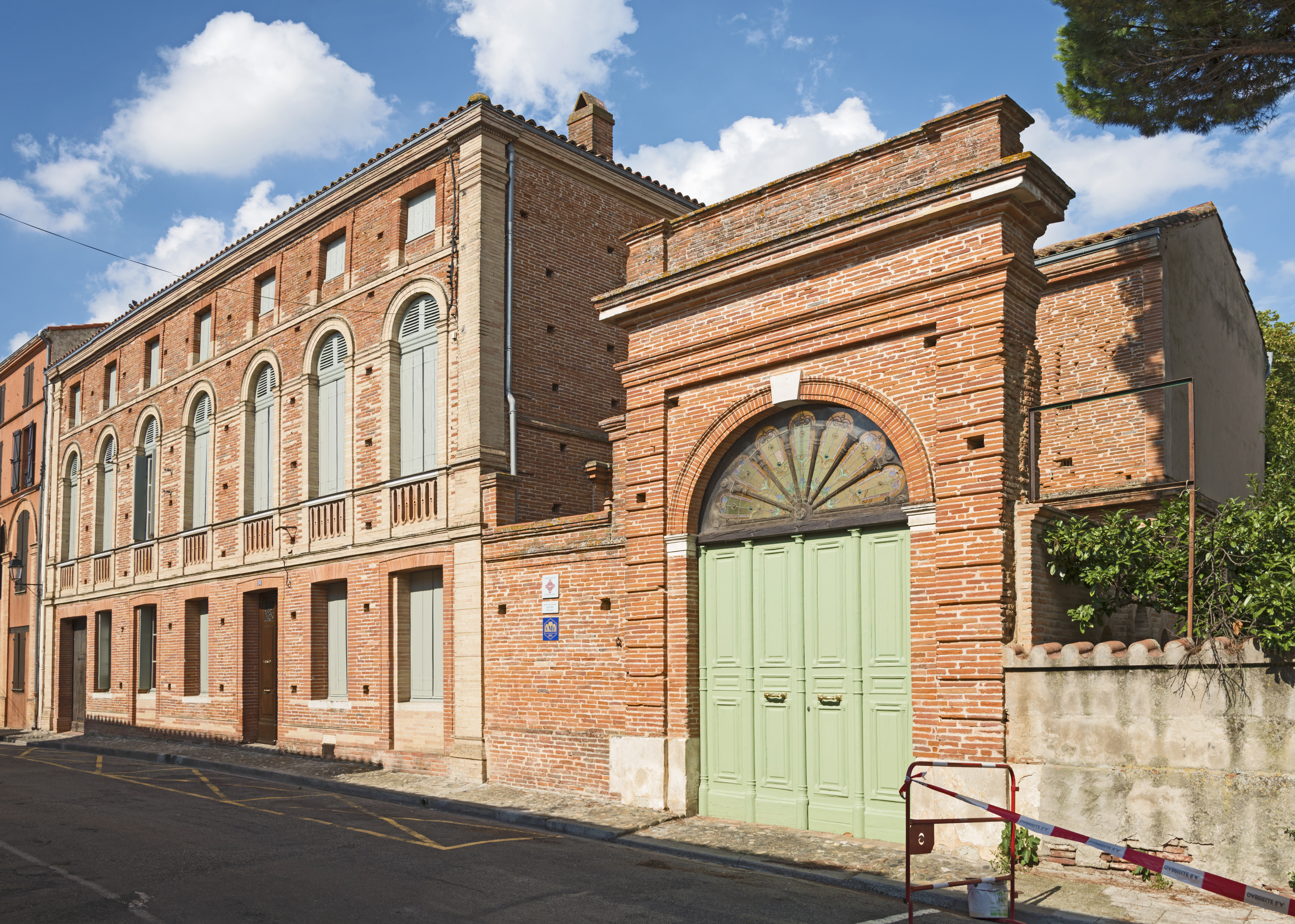
Kolostor